# Praterinsel
Praterinsel je uz Museumsinsel (muzejski otok) jedan od dva utvrđena i izgrađena riječna otoka Isara u Münchenu. 

## Zemljopis
S dužinom od 524 metra i maksimalnom širinom od 95 metara, otok pokriva površinu od 3,6 hektara. Leži između rukava Isara zvanih Veliki i Mali Isar, u koje se Isar dijeli južno od otoka Muzeja. Na sjeveru otoka, most Maximiliansbrücke vodi od Maximilianstrassea do Maximilianeuma. Uz „Akcijski forum Praterinsel“ s umjetničkim studijima i dvoranama za priredbe, na Praterinselu je smješten i Alpski muzej Njemačkog alpinističkog saveza. 
Do Praterinsela može se doći preko nekoliko pješačkih mostova: Mariannenbrücke povezuje otok sa zapadnom obalom Isara, kabelski mol s istočnom obalom. Branski mol stvara vezu s uzvodnim muzejskim otokom. Praterinsel je provozan sa zapadne obale preko mosta Praterwehr koji se nalazi odmah južno od mosta Maximiliansbrücke. Maximiliansbrücke omogućuje samo pješacima pristup do nišanske fontane gradonačelniku Aloisu von Erhardtu, a za cestovni promet pokriva samo sjeverni vrh otoka. Sjeverni dio Praterinsela, koji je od ostatka otoka odvojen mostom Maximiliansbrücke, nazvan je Schwindinsel po romantičnom slikaru Moritzu von Schwindu. Nerazvijeni otok dostupan je sa sredine Maximiliansbrücke. Na njegovom sjevernom vrhu - koji se također naziva "Spitz" - objedinjuju se Veliki i Mali Isar. 

## Povijest
Praterinsel je u početku služio kao rekreacijski i korisni vrt koji su tamo stvorili franjevački redovnici.
Prva dokumentirana izgradnja dogodila se 1810. godine, kada je ugostitelj Anton Gruber sagradio gostionicu, koju je - po uzoru na bečki zabavni park - nazvao „Die Praterwirtschaft“. Otvorio je i mali park s vrtićem, a njegov sin 1834. gostionici je dodao plesnu dvoranu. Zbog velike popularnosti lokaliteta u to vrijeme, otok je ubrzo nazvan Prater. Kada je 1857. godine započela gradnja Maximilianeuma i Maximiliansbrücke (mosta) koji vodi preko otoka, atraktivnost mjesta je zbog opsežnih građevinskih radova počela postepeno opadati (most je dovršen 1864.). Stoga je Gruber morao prodati svoj ugostiteljski obrt. Kupac je bio Anton Riemerschmid, koji je 1870. na zemljištu sagradio tvorničku zgradu za svoju "Kraljevsku bavarsku tvornicu vinjaka, metilnog alkohola, likera i octa". Današnja atelijerska kuća na istoku otoka tada je sagrađena kao ložionica. 
U sklopu građevinskih radova na Velikoj njemačko-nacionalnoj izložbi umjetničkog zanata 1888. godine napunjeni su razmaci između Praterinsela i Feuerwerksinsel (otok vatrometa), koji se nalazio južno od njega i koji je s njim povezan nogostupom. Ime Feuerwerkinsel seže od pirotehničara Heinricha Burga, koji je živio nasuprot u Quaistraße, danas Steinsdorfstraße, a koji je na otoku izvodio pirotehničke eksperimente. Na nekadašnjem Feuerwerksinsel - koji je sada dio Praterinsela - za posjetitelje izložbe sagrađen je restoran i kafić Isarlust, u čijoj se zgradi danas nalazi Alpski muzej. 
Robert Riemerschmid, unuk proizvođača Antona Riemerschmida, nastavio je posao s alkoholnim pićima, a organizirao je i simpozije i predavanja s međunarodno poznatim znanstvenicima, umjetnicima, književnicima i političarima na otoku tijekom 1920-ih godina. Osim nadogradnje jednog kata bivšoj konobi, arhitekt Richard Riemerschmid izgradio je još jednu spojnu konstrukciju između sjevernog i zapadnog krila. 
Tvornica alkohola je 1984. svoje mjesto proizvodnje iz Münchena preselila u Erding, a tvornica na Praterinselu je zatvorena. Godine 1988. investitor kupio to zemljište, a tvorničke i skladišne dvorane pretvorene su u umjetničke ateljee, izložbene prostore i dvorane za priredbe ("Praterinsel Action Forum", kulturna ustanova u privatnom vlasništvu). Od 1. veljače 2010. do 30 rujna 2016., prostoru za priredbe upravljao je planworx GmbH pod motom praterinsel - prostor za događanja. Agencija za organiziranje događaja, osnovana 1987. godine, je na otoku do prosinca 2016. godine imala svoje poslovno sjedište. 
Godine 1993., Münchensko gradsko vijeće odlučilo je koristiti Praterinsel prvenstveno u kulturne svrhe. Odgovarajući cjelokupni koncept još uvijek nije dostupan. 
Do danas su na Praterinselu smještene sljedeće stranke: Slobodna država Bavarska s Ministarstvom obrazovanja i kulture, stambena zgrada šumarske službe, tim tvrtke Käfer Service GmbH koji je odgovoran za upravljanje tamošnjih prostorija za događanja i njemački alpski klub s muzejem i knjižnicom.  Austrijski akcijski umjetnik Wolfgang Flatz imao je studio na Praterinselu od 1988. godine. Flatz je u međuvremenu napustio mjesto u znak protesta i uselio u novi atelje koji se nalazi u Obersendlingu (Kistlerhofstraße). 
Kontroverzni prethodni vlasnik Praterinsela Dieter Bock obaviješću o nadolazećoj obnovi dao otkaz tamo smještenoj umjetničkoj koloniji 2006. godine, a zatim prodao prazno imanje. Augsburška tvrtka za upravljanje nekretninama Patrizia Immobilien upravljala je zatim otokom od 2007. godine prije nego što ga je kupio nekretninski poduzetnik Urs Brunner. Skupina umjetnika okupirala je prostor 30. listopada 2009. godine pod motom Mi smo München kako bi ukazala na neravnotežu. 
Nekadašnja zaštićena baština umjetnička zgrada sada je prazna i u ruševinama. Događaji na otoku (2013. do 2015.) sada su više poslovni događaj i imaju malo zajedničkog s kulturnom upotrebom slobodnih umjetnika. Od 2013. godine je između svibnja i rujna u Isarhofu smješten Praterstrand (Prater plaža) kojim upravlja tim Praterinsela.
Od 2010. godine, elektrana Prater u kraku Isara, koja teče zapadno od otoka, proizvodi električnu energiju. 

## Vanjske poveznice
- http://www.alpines-museum.de
- http://www.prater-insel.de  Arhivirana inačica izvorne stranice od 5. studenoga 2016. (Wayback Machine)
- http://www.sueddeutsche.de/muenchen/neuer-kultur-und-szenetreff-puerto-praterinsel-1.1056855 Franz Kotteder : Puerto Praterinsel. Süddeutsche Zeitung, München, 8. veljače 2011.
- http://www.praterstrand.de
- http://www.sueddeutsche.de/muenchen/praterinsel-alles-schlaeft-einsam-wacht-1.65079 Franz Kotteder : Süddeutsche Zeitung, München, 26. listopada 2010.